# Beyazz
Beyazz ist ein deutscher Rapper.

## Leben und Karriere
Beyazz wurde als Sohn einer türkischen Mutter und eines deutschen Vaters in Berlin-Tempelhof geboren. Erste Erfolge erzielte er 2019 mit Kalbim Yok (Kein Herz). Darauf folgten  weitere Veröffentlichungen, etwa Wach und Kalt in der Hood.
Am 27. November 2020 veröffentlichte Beyazz sein Debütalbum Kara Tape, das Platz 30 der deutschen Albumcharts erreichen konnte. Anfang 2021 gründete Beyazz sein eigenes Musiklabel Kara Clique. Über dieses Label erschienen Kara Tape 2 (2021) und sein drittes Studioalbum Get Numb With Me (2022), das Platz fünf der deutschen Albumcharts belegte.
Am 21. April 2025 gab Beyazz bekannt das Kara Tape 3 das letzte Album sein wird und er mit der Kara Tour 2025 seine Karriere beenden wird.

## Musikstil
Im Laufe seiner Karriere hat Beyazz in Zusammenarbeit mit seinem Stammproduzenten Baranov und JYDN eine düstere und emotionale Soundwelt kreiert. Er vermischt moderne Trap-Elemente mit düsteren und ästhetischen Klängen und holt hierbei seine Inspiration aus der aktuellen Hip-Hop-Musik, aber auch aus weiteren Genres wie der Rockmusik.

## Rezeption
Vivian Harris meint in der Süddeutschen Zeitung, dass seine gesamte Diskografie nach Melancholie und düsterem Trap klingt. Der fette Beat würde bei ihm mit Zeitgeist aufgeladen. Bremen Next sieht Beyazz in der Tradition des Emo-Traps, vergleichbar etwa mit dem US-amerikanischen Rapper Lil Peep. Liebeskummer, Herzschmerz und emotionale Abgestumpftheit bildeten das Fundament seiner Musik.

## Diskografie
Alben 
- 2020: Kara Tape
- 2021: Kara Tape 2
- 2022: Get Numb With Me
- 2023: yungbeya
- 2024: Kara Diaries

 Singles (Auswahl) 
- 2019: Kein Herz (Kalbim Yok)
- 2020: Wach
- 2021: Lost
- 2021: Sterne
- 2021: Sailor Moon
- 2021: Don't cry (feat. Dante YN)
- 2021: Kein Wert
- 2021: ich hör dich schreien (feat. lilmido)
- 2021: All Night
- 2022: Nächte in der Trap
- 2022: Letztes Mal
- 2022: Flammen (feat. lilmido)
- 2022: Kein Morgen
- 2022: Meine Crib
- 2022: gimme head when I'm sad (feat. lilbubblegum)
- 2022: alles was du willst
- 2022: Symphonie
- 2023: Hennessy
- 2023: Tiki Taka (feat. J2lasteu)
- 2023: Bapesta Black Jeans (feat. J2lasteu)
- 2023: Dunkler Rauch
- 2023: summer nights (feat. Endzone)
- 2024: home.
- 2024: Gengar Chain
- 2024: Mehr als ne Nacht (feat. Maxe)
- 2024: Augen tief & hohe Hotels
- 2024: fremd
- 2024: dead eyes (feat. Maikel)
- 2024: Sametown
- 2025: Bangkok Freestyle
- 2025: Ghostboy
- 2025: Kein Morgen Pt.2